# Àrea
|  | «superfície» redirigeix aquí. Vegeu-ne altres significats a «Superfície (desambiguació)». |

|  | Per a altres significats, vegeu «Àrea (unitat de superfície)». |

L'àrea combinada d'aquestes tres formes és d'entre quinze i setze quadrats.

L'àrea és una quantitat que expressa l'extensió d'una superfície o forma de dues dimensions al pla. L'àrea es pot entendre com la quantitat de material que seria necessària per crear un model de la forma, o la quantitat de pintura necessària per cobrir la superfície amb una sola capa. És l'analogia en dues dimensions de la longitud d'una corba (concepte unidimensional) i del volum d'un sòlid (concepte tridimensional).
L'àrea d'una figura pot ser mesurada comparant la forma amb quadrats d'una mida fixa. En el Sistema Internacional d'Unitats (SI), la unitat estàndard d'àrea és el metre quadrat (m²), que és l'àrea d'un quadrat els costats del qual mesuren un metre de llargada. Una forma amb una àrea de tres metres quadrats tindria la mateixa àrea que tres d'aquests quadrats. En matemàtiques, el quadrat unitari es defineix com el que té una àrea igual a u. Pel que fa a la notació, si l'àrea correspon a una superfície plana se sol denotar com A, i si correspon a una superfície tridimensional se sol denominar S.
Hi ha moltes fórmules conegudes per determinar les àrees de formes simples com triangles, rectangles i cercles. Fent ús d'aquestes fórmules es pot determinar l'àrea de qualsevol polígon dividint el polígon en triangles. Per formes amb costats corbats se sol necessitar el càlcul per trobar l'àrea; de fet, el problema de determinar l'àrea de figures planes fou una gran motivació pel desenvolupament històric del càlcul.
Per una forma sòlida com una esfera, un con o un cilindre l'àrea de la seva superfície externa s'anomena àrea superficial. Les fórmules per les àrees superficials foren trobades ja pels grecs antics, però esbrinar l'àrea de sòlids més complicats sol necessitar l'ús del càlcul amb múltiples variables.
L'àrea té un paper important en les matemàtiques modernes. En addició a la seva òbvia importància en geometria i càlcul, l'àrea està relacionada amb la definició dels determinants en àlgebra lineal i és una propietat bàsica de superfícies en geometria diferencial. En anàlisi matemàtica, l'àrea d'un subconjunt del pla es defineix amb la mesura de Lebesgue, tot i que no tot subconjunt és mesurable. En general, en matemàtiques avançades l'àrea es percep com un cas especial del volum en regions de dues dimensions.

## Història
La idea que l'àrea és la mesura que proporciona la mida de la regió dins d'una figura geomètrica prové de l'antiguitat. A l'antic Egipte, després de la crescuda anual del riu Nil inundant els camps, sorgeix la necessitat de calcular l'àrea de cada parcel·la agrícola per restablir els seus límits; per a solucionar això, els egipcis van inventar la geometria, segons Heròdot.
El mètode de calcular l'àrea d'un polígon com a suma d'àrees triangulars és un mètode que va ser proposat per primera vegada pel savi grec Antifò cap a l'any 430 aC. Trobar l'àrea d'una figura corba comporta més dificultat; el mètode d'exhaustió consisteix a inscriure i circumscriure polígons a la figura geomètrica, augmentar el nombre de costats d'aquests polígons i trobar l'àrea buscada. Amb aquest mètode, Èudox de Cnidos va aconseguir trobar la fórmula per a calcular l'àrea d'un cercle. Aquest sistema va ser utilitzat més tard per Arquimedes per a resoldre altres problemes similars.

## Definició formal
Una aproximació a la definició del que significa àrea és l'ús d'axiomes. Per exemple, es pot definir l'àrea com una funció a d'una col·lecció M d'un tipus especial de figures planes respecte al conjunt de nombres reals tal que satisfà les següents propietats:
- Per tot S en M, {\displaystyle a(S)\geq 0}.
- Si S i T estan a M llavors també hi estan {\displaystyle S\cup T} i {\displaystyle S\cap T} i, a més, {\displaystyle a(S\cup T)=a(S)+a(T)-a(S\cap T)}.
- Si S i T estan a M amb {\displaystyle S\subset T} llavors T − S és a M i {\displaystyle a(T-S)=a(T)-a(S)}.
- Si un conjunt S és a M i S és congruent amb T llavors T està també a M i {\displaystyle a(S)=a(T)}.
- Tot rectangle R és a M. Si el rectangle té longitud h i amplada k llavors {\displaystyle a(R)=hk}.
- Sigui Q un conjunt tancat entre dues regions etapa S i T. Una regió etapa està formada per una unió finita de rectangles adjacents que reposen sobre la mateixa base, és a dir {\displaystyle S\subset Q\subset T}. Si hi ha un únic nombre c tal que {\displaystyle a(S)\leq c\leq a(T)} per totes les regions etapa S i T, llavors {\displaystyle a(Q)=c}.

Es pot provar que una funció d'àrea com aquesta existeix.

## Unitats

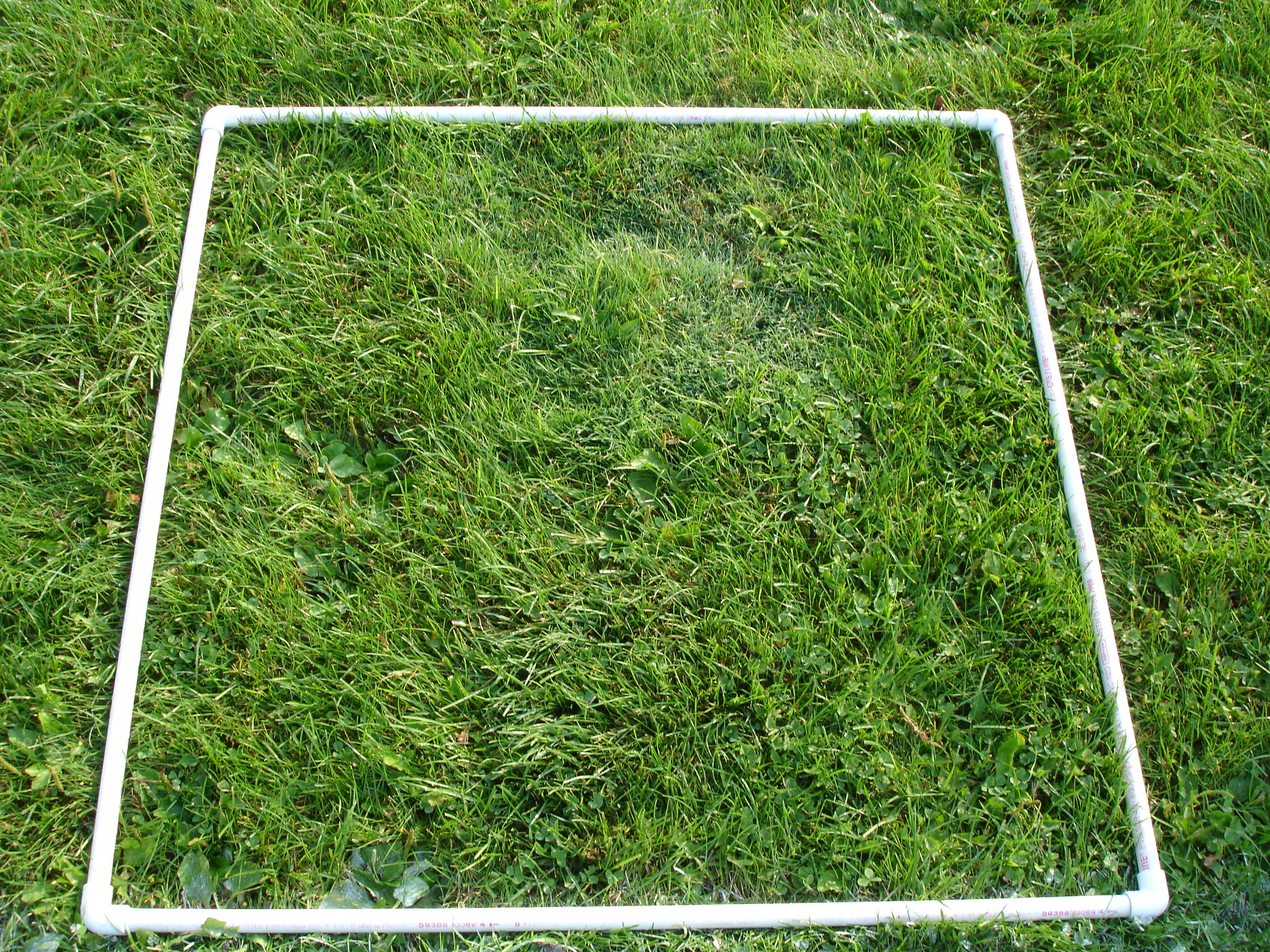
Un metre quadrat fet de tubs de PVC.

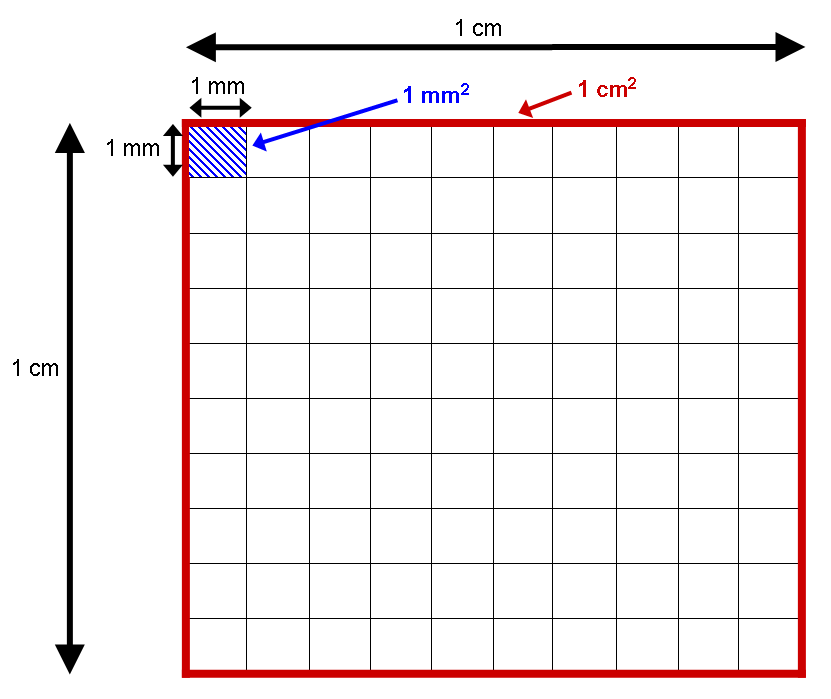
Tot i que hi ha 10 mm en 1 cm, hi ha 100 mm² en 1 cm².

La unitat de mesura del Sistema Internacional per a mesurar l'àrea és el metre quadrat, una unitat derivada definida a partir del metre.
Cada unitat de longitud té la seva corresponent unitat derivada de superfície; per als principals prefixos del Sistema Internacional s'obtenen les següents unitats.
- quilòmetre quadrat (km²) = 1.000.000 m²
- decímetre quadrat (dm²) = 0,01 m²
- centímetre quadrat (cm²) = 0,0001 m²
- mil·límetre quadrat (mm²) = 0,000001 m²

Una altra unitat no reconeguda pel Sistema Internacional, però molt utilitzada és l'hectàrea, que és equivalent a un hectòmetre quadrat (1 hm² = 10.000 m²) i a 100 àrees (1 àrea = 100 m²).
Hi ha d'altres unitats no oficials que s'usen en certs àmbits com el barn, d'ordre molt petit i que s'usa en l'àmbit nuclear. En el món agrari s'havien utilitzat moltes unitats, sovint pròpies d'un indret determinat, com per exemple la fanecada, la tafulla o la vessana. En el Sistema Imperial d'Unitats (el sistema anglosaxó), la unitat base és la iarda quadrada, que equival a 0,83612736 m²; d'ella se'n deriven la polzada quadrada, el peu quadrat i l'acre, entre d'altres.

## Àrees bàsiques

### Àrea d'un triangle
L'àrea d'un triangle és igual al semiproducte entre la longitud d'una base i l'altura relativa a aquesta:

{\displaystyle A={\frac {b\cdot h}{2}}}

on b és la base del triangle i h és l'altura corresponent a la base. (es pot considerar qualsevol costat com a base)
Si el triangle és rectangle, l'altura coincideix amb un dels catets, amb el que l'àrea és igual al semiproducte dels catets: 
{\displaystyle A={\frac {a\cdot b}{2}}}
on a i b són els catets.
Si es coneix la longitud dels costats, es pot aplicar la fórmula d'Heró:
{\displaystyle A={\sqrt {s(s-a)(s-b)(s-c)}}}
on a, b, c són els valors de les longituds dels seus costats, s = ½ (a + b + c) és el semiperímetre del triangle.
Si el triangle és equilàter, l'àrea és igual a un quart del quadrat d'un costat per l'arrel quadrada de 3:
{\displaystyle A={\frac {{\sqrt {3}}\cdot a^{2}}{4}}}
on a és un costat del triangle.

### Àrea d'un quadrilàter

#### Rectangles

L'àrea d'aquest rectangle és lw.

La fórmula d'àrea més bàsica és la de l'àrea del rectangle. Donat un rectangle de longituds l i w, la fórmula de l'àrea és:

{\displaystyle A\;=\;lw}

És a dir, l'àrea del rectangle és l'amplada multiplicada per l'alçada. Un cas especial és el quadrat, els costats del qual són iguals, de longitud s; la seva fórmula és, doncs:

{\displaystyle A\;=\;s^{2}}

La fórmula de l'àrea del rectangle sorgeix directament de les propietats bàsiques de l'àrea i, de vegades, es pren com a definició o axioma. Per altra banda, si la geometria hagués estat desenvolupada abans que l'aritmètica, aquesta fórmula podria haver estat usada per definir la multiplicació de nombres reals.

#### Mètode de la dissecció

Figures d'igual àrea.

Moltes fórmules simples d'àrea s'aconsegueixen mitjançant el mètode de la dissecció, que consisteix a partir la forma en peces la suma de les àrees de les quals sigui l'àrea de la forma original.
Per exemple, qualsevol paral·lelogram pot ser dividit en un trapezoide i un triangle rectangle, tal com es mostra a la figura de l'esquerra. Si el triangle es mou a l'altra banda del trapezoide, llavors la figura resultant és un rectangle; d'aquí es conclou que l'àrea del paral·lelogram és la mateixa que la d'aquest rectangle:

{\displaystyle A\;=\;bh}

Dos triangles congruents.

De totes maneres, el mateix paral·lelogram també es pot dividir tallant per la diagonal obtenint dos triangles congruents, tal com es mostra a la figura. L'àrea de cada triangle és la meitat de l'àrea del paral·lelogram:

{\displaystyle A\;=\;{\frac {1}{2}}bh}

Els mateixos arguments es poden utilitzar per trobar les fórmules del trapezoide, del rombe i de polígons més complexos.

#### Altres quadrilàters

Trapezoide.

L'àrea del trapezoide o de qualsevol quadrilàter és igual al semiproducte de les seves diagonals pel sinus de l'angle que formen:

{\displaystyle A={\frac {{\overline {AC}}\cdot {\overline {BD}}\cdot \sin \theta }{2}}}

L'àrea també es pot obtenir mitjançant triangulació:

{\displaystyle A={\frac {a\cdot d\cdot \sin \alpha +b\cdot c\cdot \sin \gamma }{2}}}

Essent:
{\displaystyle \alpha \,} l'angle comprès entre els costats {\displaystyle a\,} i {\displaystyle d\,}.
{\displaystyle \gamma \,} l'angle comprès entre els costats {\displaystyle b\,} i {\displaystyle c\,}.

El rombe és un paral·lelogram en el qual els 4 costats són iguals però els angles són iguals dos a dos. La seva àrea ve donada pel semiproducte de les seves dues diagonals:

{\displaystyle A={\frac {{\overline {AC}}\cdot {\overline {BD}}}{2}}}

El romboide té la seva àrea donada pel producte d'un dels seus costats i la seva altura respectiva:

{\displaystyle A=b\cdot h\,}

El trapezi, el qual té dos costats oposats paral·lels entre si i dos costats no paral·lels, té una àrea que ve donada per la mitjana aritmètica dels seus costats paral·lels multiplicada per la distància entre les seves (altura):

{\displaystyle A={\frac {a+b}{2}}\cdot h}

### Àrea del cercle

Un cercle pot ser dividit en sectors circulars que, un cop reorganitzats, formen aproximadament un paral·lelogram.

Aproximacions successives al cercle a partir de polígons regulars inscrits en ell, amb n (nombre de costats) variant de 3 a 10.

Donat un cercle de radi r és possible partir el cercle en sectors circulars. Cada sector és aproximadament triangular, de manera que tots poder ser col·locats de manera que formin aproximadament un paral·lelogram. L'alçada d'aquest és r i l'amplada és la meitat de la circumferència, és a dir, {\displaystyle \pi r}. L'àrea total és, doncs, r × {\displaystyle \pi r}, o {\displaystyle \pi r^{2}}:
{\displaystyle A\;=\;\pi r^{2}}
Tot i que el mètode de dissecció usat amb aquesta fórmula és tan sols aproximat, l'error esdevé més petit quan el cercle es divideix en més sectors. En el límit, l'àrea del paral·lelogram aproximat és exactament {\displaystyle \pi r^{2}}, l'àrea del cercle.
Aquest argument és, de fet, una simple aplicació de les idees del càlcul. En temps antics, el mètode de l'exhaustió es feia servir de manera similar per trobar l'àrea del cercle; aquest mètode és considerat el precursor del càlcul integral. Usant mètodes moderns, l'àrea del cercle es pot trobar mitjançant una integral definida:
{\displaystyle A\;=\;\int _{-r}^{r}2{\sqrt {r^{2}-x^{2}}}\,dx\;=\;\pi r^{2}}
Una altra manera per trobar l'àrea del cercle és inscrivint-hi un triangle i anar augmentant progressivament els costats del polígon inscrit fins a l'infinit. Si es consideren n punts A1, A₂, ... An col·locats de manera regular sobre un cercle de centre O i radi R s'obté un polígon regular de n costats constituït per n triangles isòsceles de la mateixa àrea OA1A₂, OA₂A₃, etc. L'àrea del polígon regular inscrit és, llavors, n vegades la d'aquest triangle. Si l'altura de cadascun dels triangles és hn, l'àrea de cada triangle és 1⁄2hn × A1A₂. Multiplicant-ho per n vegades, l'àrea del polígon resultant és, doncs, la meitat de l'altura hn multiplicada pel perímetre del polígon. Ara bé, com que el nombre n de punts tendeix a l'infinit, l'altura hn tendeix a R i el perímetre del polígon tendeix al perímetre del cercle, és a dir, 2πR, la qual cosa dona el resultat esperat de l'àrea del cercle, que és {\displaystyle A=\pi r^{2}}.

### Àrea superficial

Arquimedes demostrà que l'àrea superficial i el volum d'una esfera és exactament 2/3 de l'àrea i del volum del cilindre que l'envolta.

La majoria de les fórmules bàsiques per a obtenir l'àrea de la superfície d'un objecte tridimensional es basen en obtenir figures planes a partir de les seves cares i sumar l'àrea del conjunt. Per exemple, la superfície d'un cilindre (o qualsevol prisma) s'obtindria tallant-lo i "aplanant" les seves cares: en el cas del cilindre s'obtindria un rectangle i dos cercles, figures de les quals se'n pot calcular la superfície fàcilment. De la mateixa manera, en el cas d'un con, en tallar-lo s'obté un sector circular i un cercle.
El càlcul de l'àrea de la superfície d'una esfera és més difícil perquè l'esfera no té cares que es puguin aplanar (la seva curvatura gaussiana és zero). La fórmula per a l'àrea de la superfície d'una esfera la va publicar per primer cop Arquimedes a la seva obra De l'esfera i el cilindre. La fórmula és:
{\displaystyle A=4\pi \cdot r^{2}}
on r és el radi de l'esfera. Igual que en la fórmula per l'àrea del cercle, qualsevol derivació d'aquesta usa inherentment mètodes similars al càlcul.

## Llista de fórmules
A continuació s'indiquen les fórmules per calcular la superfície de les figures més corrents.
| Forma                                  | Fórmula                                                              | Variables |
| -------------------------------------- | -------------------------------------------------------------------- | --- |
| Triangle regular (triangle equilàter)  | {\displaystyle {\tfrac {1}{4}}{\sqrt {3}}s^{2}\,\!}                  | {\displaystyle s} és la longitud d'un costat del triangle.                                                                               |
| Triangle                               | {\displaystyle {\sqrt {s(s-a)(s-b)(s-c)}}\,\!}                       | {\displaystyle s} és la meitat del perímetre, {\displaystyle a}, {\displaystyle b} i {\displaystyle c} són les longituds de cada costat. |
| Triangle                               | {\displaystyle {\tfrac {1}{2}}ab\sin(C)\,\!}                         | {\displaystyle a} i {\displaystyle b} són dos costats qualssevol i {\displaystyle C} és l'angle format entre ells.                       |
| Triangle                               | {\displaystyle {\tfrac {1}{2}}bh\,\!}                                | {\displaystyle b} i {\displaystyle h} són la base i l'altura (mesurada perpendicularment a la base) respectivament.                      |
| Quadrat                                | {\displaystyle s^{2}\,\!}                                            | {\displaystyle s} és la longitud d'un costat del quadrat.                                                                                |
| Rectangle                              | {\displaystyle lw\,\!}                                               | {\displaystyle l} i {\displaystyle w} són les longituds dels costats del rectangle.                                                      |
| Rombe                                  | {\displaystyle {\tfrac {1}{2}}ab}                                    | {\displaystyle a} i {\displaystyle b} són les longituds de les dues diagonals del rombe.                                                 |
| Paral·lelogram                         | {\displaystyle bh\,\!}                                               | {\displaystyle b} és la longitud de la base i {\displaystyle h} és l'altura perpendicular a la base.                                     |
| Trapezi                                | {\displaystyle {\tfrac {1}{2}}(a+b)h\,\!}                            | {\displaystyle a} i {\displaystyle b} són els costats paral·lels i {\displaystyle h} la distància (altura) entre aquests costats.        |
| Hexàgon regular                        | {\displaystyle {\tfrac {3}{2}}{\sqrt {3}}s^{2}\,\!}                  | {\displaystyle s} és la longitud d'un costat de l'hexàgon.                                                                               |
| Octògon regular                        | {\displaystyle 2\left(1+{\sqrt {2}}\right)s^{2}\,\!}                 | {\displaystyle s} és la longitud d'un costat de l'octògon.                                                                               |
| Polígon regular                        | {\displaystyle {\frac {ns^{2}}{4\cdot \tan(\pi /n)}}\,\!}            | {\displaystyle s} és la longitud del costat i {\displaystyle n} és el nombre de costats.                                                 |
| Polígon regular                        | {\displaystyle {\tfrac {1}{2}}ap\,\!}                                | {\displaystyle a} és l'apotema (el radi d'un cercle inscrit en el polígon) i {\displaystyle p} és el perímetre del polígon.              |
| Cercle                                 | {\displaystyle \pi r^{2}\ {\text{o bé}}\ {\frac {\pi d^{2}}{4}}\,\!} | {\displaystyle r} és el radi i {\displaystyle d} el diàmetre                                                                             |
| Sector circular                        | {\displaystyle {\tfrac {1}{2}}r^{2}\theta \,\!}                      | {\displaystyle r} i {\displaystyle \theta } són el radi i l'angle (en radians), respectivament.                                          |
| El·lipse                               | {\displaystyle \pi ab\,\!}                                           | {\displaystyle a} i {\displaystyle b} són el semieix major i el semieix menor, respectivament.                                           |
| Superfície total d'un cilindre         | {\displaystyle 2\pi r(r+h)\,\!}                                      | {\displaystyle r} i {\displaystyle h} són el radi i l'altura, respectivament.                                                            |
| Superfície lateral d'un cilindre       | {\displaystyle 2\pi rh\,\!}                                          | {\displaystyle r} i {\displaystyle h} són el radi i l'altura, respectivament.                                                            |
| Superfície total d'un con              | {\displaystyle \pi r(r+l)\,\!}                                       | {\displaystyle r} i {\displaystyle l} són el radi i la generatriu, respectivament.                                                       |
| Superfície lateral d'un con            | {\displaystyle \pi rl\,\!}                                           | {\displaystyle r} i {\displaystyle l} són el radi i la generatriu, respectivament.                                                       |
| Superfície total d'una esfera          | {\displaystyle 4\pi r^{2}\ {\text{o bé}}\ \pi d^{2}\,\!}             | {\displaystyle r} i {\displaystyle d} són el radi i el diàmetre, respectivament.                                                         |
| Superfície total d'un el·lipsoide      |                                                                      | Vegeu l'article. |
| Superfície total d'una piràmide        | {\displaystyle B+{\frac {PL}{2}}\,\!}                                | {\displaystyle B} és l'àrea de la base, {\displaystyle P} és el perímetre de la base i {\displaystyle L} és la generatriu.               |
| Conversió d'un quadrat a àrea circular | {\displaystyle {\frac {4}{\pi }}A\,\!}                               | {\displaystyle A} és l'àrea del quadrat, en unitats quadrades.                                                                           |
| Conversió del cercle a àrea quadrada   | {\displaystyle {\frac {1}{4}}C\pi \,\!}                              | {\displaystyle C} és l'àrea del cercle, en unitats circulars.                                                                            |

L'àrea dels polígons irregulars es pot calcular usant la fórmula de Surveyor.

## Fórmules addicionals

### Àrees de figures de dues dimensions

#### Triangle
Per calcular l'àrea d'un triangle es pot usar, a part de la fórmula més corrent, la següent fórmula:
{\displaystyle A\;=\;{\tfrac {1}{2}}Bh}
On B és qualsevol costat i h és la distància de la línia on reposa B fins al vèrtex oposat del triangle. Aquesta fórmula es pot usar si l'altura h és coneguda. Si es coneixen les longituds dels tres costats llavors es pot usar la fórmula d'Heró, tal com s'ha descrit anteriorment: 
{\displaystyle {\sqrt {s(s-a)(s-b)(s-c)}}}
On a, b, c són els costats del triangle i {\displaystyle s={\tfrac {1}{2}}(a+b+c)}, és a dir, la meitat del perímetre). Si es coneixen un angle i els dos costats que el formen, llavors:
{\displaystyle {\tfrac {1}{2}}ab\sin(C)}
On C és l'angle donat i a i b són els costats que el formen. Si el triangle es troba en un pla de coordenades, es pot usar una matriu i se simplifica en el valor absolut de (x1y₂+ x₂y₃+ x₃y1 - x₂y1- x₃y₂- x1y₃), tot això dividit per 2. Aquesta fórmula també es coneix com a fórmula del cordó i és una manera fàcil i ràpida de resoldre l'àrea d'un triangle del qual se'n saben els tres punts localitzats en el pla cartesià. Aquesta fórmula també es pot usar per trobar àrees d'altres polígons quan se'n coneixen els seus vèrtexs. Una altra aproximació pel triangle situat en un pla amb coordenades es pot dur a terme utilitzant càlcul infinitesimal per trobar l'àrea.

#### Polígon simple
Un polígon simple construït en una xarxa de punts equidistants i tal que tots els vèrtexs del polígon són punts d'aquesta xarxa, llavors
{\displaystyle A\;=\;i+{\frac {b}{2}}-1}
On i és el nombre de punts de la xarxa dins el polígon i b és el nombre de punts fora del polígon. Aquesta resultat és conegut amb el nom de teorema de Pick.

### Àrees en el càlcul

L'àrea entre dos gràfics pot ser avaluada calculant la diferència entre les integrals de les dues funcions.

#### Àrea entre dues funcions
Una forma per trobar l'àrea delimitada entre dues funcions és utilitzant el càlcul integral. L'àrea compresa entre les corbes {\displaystyle f(x)} i {\displaystyle g(x)} (amb {\displaystyle g(x)<f(x)}) en l'interval {\displaystyle [a,b]} és:

{\displaystyle A(a,b)=\int _{a}^{b}|f(x)-g(x)|dx}

El volum tancat entre dues funcions també es redueix al càlcul d'una integral, de manera similar al pla.
Si la funció és de la forma r = r(θ) (expressada en coordenades polars, llavors l'àrea és:
{\displaystyle {1 \over 2}\int _{0}^{2\pi }r^{2}\,d\theta }

#### Àrea tancada per una corba paramètrica
L'àrea tancada per una corba paramètrica {\displaystyle \scriptstyle {{\vec {u}}(t)=(x(t),y(t))}} amb punts finals {\displaystyle \scriptstyle {{\vec {u}}(t_{0})={\vec {u}}(t_{1})}} ve donada per les integrals de línia següents:
{\displaystyle \oint _{t_{0}}^{t_{1}}x{\dot {y}}\,dt=-\oint _{t_{0}}^{t_{1}}y{\dot {x}}\,dt={1 \over 2}\oint _{t_{0}}^{t_{1}}(x{\dot {y}}-y{\dot {x}})\,dt}
O bé la component z de:
{\displaystyle {1 \over 2}\oint _{t_{0}}^{t_{1}}{\vec {u}}\times {\dot {\vec {u}}}\,dt}

### Superfície de figures tridimensionals
La fórmula general per l'àrea superficial d'un gràfic d'una funció diferenciable contínua {\displaystyle z=f(x,y)}, on {\displaystyle \scriptstyle {(x,y)\in D\subset \mathbb {R} ^{2}}} i {\displaystyle D} és una regió en el pla xy de frontera suau, és:
{\displaystyle A=\iint _{D}{\sqrt {\left({\frac {\partial f}{\partial x}}\right)^{2}+\left({\frac {\partial f}{\partial y}}\right)^{2}+1}}\,dx\,dy.}
Una fórmula encara més genèrica de l'àrea d'un gràfic d'una superfície paramètrica en la forma vectorial {\displaystyle \scriptstyle {\mathbf {r} =\mathbf {r} (u,v)}}, on {\displaystyle \scriptstyle {\mathbf {r} }} és una funció vectorial diferenciable contínua de {\displaystyle \scriptstyle {(u,v)\in D\subset \mathbb {R} ^{2}}}, és:
{\displaystyle A=\iint _{D}\left|{\frac {\partial \mathbf {r} }{\partial u}}\times {\frac {\partial \mathbf {r} }{\partial v}}\right|\,du\,dv}
Algunes superfícies aparentment simples poden mostrar algunes propietats molt interessants: per exemple, el gràfic de la funció {\displaystyle y=1/x} revolucionant al voltant de l'eix x per {\displaystyle x\geq 1} dona una superfície anomenada banya de Gabriel que té volum finit però superfície infinita.